# Vlastja Simončič
Vlastja Simončič, slovenski fotograf in pedagog, *11. junij 1911, Gorica, † 14. september 2000, Ljubljana.
Vladimir Simončič - Vlastja je bil eden prvih prejemnikov znaka EFIAP za fotografske dosežke.

## Življenje
Rodil se je staršema Dolenjcu in Gorenjki v Gorici, njegova družina pa je leta 1918 pribežala v Ljubljano. Zaradi smisla za likovno umetnost je želel študirati slikarstvo, a ga v Beogradu niso sprejeli. Zato se je šolal na vojaški akademiji in postal aktivni častnik.
Leta 1937 je prevzel vodstvo jugoslovanske vojaške obveščevalne službe za mejni področji z Italijo in Avstrijo. V tem času se je povezal z ilegalno primorsko protifašistično organizacijo TIGR (Trst-Istra-Gorica-Reka) in deloval pod tajnim imenom Goričan.
Po razpadu Kraljevine Jugoslavije je spremenil identiteto in se nastanil v stari graščini v Radohovi vasi pri Ivančni Gorici. Zaradi izdaje je bil med italijansko racijo marca 1942 zajet, pri poskusu pobega je bil ranjen v glavo in prepeljan v ljubljansko bolnišnico. Nato se je povezal z OF in se pridružil italijanskemu osvobodilnemu gibanju, dokler ga aprila 1944 fašisti niso ponovno ujeli in po naglem postopku obsodili na smrt. Med napadom na fašistično postojanko so ga rešili garibaldinci.
Po končani vojni je postal vodja repatriacijskega urada na jugoslovanski ambasadi v Rimu. Ponujenemu vojaškemu  poklicu v Beogradu se je odrekel in se naselil v Ljubljani. Po šestih mesecih študija na likovni akademiji je bil izključen brez pojasnila.
Po 2. svetovni vojni je bil fotoreporter Slovenskega poročevalca in revije Tovariš. Bil je tudi izvrsten gledališki fotograf. V Šentjakobsko gledališče Ljubljana je fotografiral predstave kar nekaj sezon. Fotografije hrani gledališče. Nato fotografski in filmski kronist na Medicinski fakulteti ter profesor na srednji šoli.
Umrl je v Ljubljani.

## Fotografska dejavnost
Na akademiji v Remscheidu v Nemčiji je predstavil svojski način fotografskega izobraževanja mladih. T.i. "jugoslovansko šolo" učenja fotografiranja so publicirali tudi na Japonskem.
Ustanovitelj več fotografskih društev v Sloveniji in fotografskega muzeja v Gorenji vasi nad Škofjo Loko.

## Nagrade in priznanja
V Avstriji so mu prisodili najvišje priznanje - Sartoriusovo medaljo, zlato medaljo za varstvo narave pa na Dunaju leta 1981. V Jugoslaviji je bil edini nosilec štirih najvišjih odličij mednarodne fotografske umetnosti: (A. FIAP), 1967 odličnika (E. FIAP), odličnika za posebne zasluge (SE. FIAP), 1991 pa mu je bilo izročeno najvišje mednarodno fotografsko priznanje - naziv častna visokost (EH. FIAP) zaradi posebnih zaslug na področju širjenja mednarodne fotografske kulture. Ob njegovi osemdesetletnici  leta 1991 so v Gorenji vasi so odprli njegov zasebni muzej, ki hrani največjo svetovno zbirko starogramov (njegov izum), ki so jih ustvarili otroci. V muzeju Generation v Washingtonu je na ogled njegova fotografija Prva minuta (1970), ki velja za prvo umetniško upodobitev človeškega rojstva na svetu.